# Каменка (Лобовский сельсовет)
Каменка — упразднённая деревня в Никольском районе Вологодской области России. На момент упразднения входила в состав Лобовского сельсовета.

## География
Урочище находится в юго-восточной части области, в подзоне южной тайги, в пределах возвышенности Северные Увалы, к югу от реки Смердовки, на расстоянии примерно 36 километров (по прямой) к северо-западу от города Никольска, административного центра района.

### Климат
Климат характеризуется как умеренно континентальный. Среднегодовая температура воздуха — +3,6 °C. Средняя температура воздуха самого холодного месяца (января) — −13,8 °C, средняя температура самого тёплого (июля) — +16,8 °С. Продолжительность периода активной вегетации растений (со среднесуточной температурой воздуха выше 10 °C) составляет около 105 - 110 дней. Годовое количество атмосферных осадков составляет около 653 миллиметров, из которых большая часть выпадает в тёплый период. Устойчивый снежный покров держится в течение 165 - 168 дней.

## История
По состоянию на 1 января 1973 года входила в состав Лобовского сельсовета. Упразднена в 2001 году.